# Edmondo Colombi
Edmondo Colombi (Canegrate, 16 novembre 1928 – ...) è stato un calciatore italiano, di ruolo centrocampista.

## Carriera
Centromediano cresciuto nel Legnano, con i lilla disputa quattro campionati di Serie B tra il 1952 ed il 1957 per un totale di 81 presenze tra i cadetti, e dopo la retrocessione in Serie C avvenuta al termine della stagione 1956-1957 gioca per altri tre anni nella terza serie.